# Josh Doherty
Josh Doherty (15 maart 1996) is een Noord-Iers voetballer die bij voorkeur als middenvelder speelt. Hij stroomde in 2014 door vanuit de jeugd van Crawley Town. 
Doherty maakte op 3 mei 2014 zijn debuut in het betaald voetbal in het shirt van Watford. Hij verving die dag in de 80ste minuut Cristian Battocchio in een wedstrijd tegen Huddersfield Town. Hij tekende twee weken na zijn debuut zijn eerste professionele contract bij de club.

## Clubstatistieken
| Seizoen | Club    | Competitie   | Competitie | Competitie | Beker | Beker | Internationaal | Internationaal | Totaal | Totaal |
| Seizoen | Club    | Competitie   | Wed.       | Dlp.       | Wed.  | Dlp.  | Wed.           | Dlp.           | Wed.   | Dlp.   |
| ------- | ------- | ------------ | ---------- | ---------- | ----- | ----- | -------------- | -------------- | ------ | ------ |
| 2013/14 | Watford | Championship | 1          | 0          | 0     | 0     | —              | —              | 1      | 0      |
| 2014/15 | Watford | Championship | 0          | 0          | 0     | 0     | —              | —              | 0      | 0      |
| Totaal  | Totaal  | Totaal       | 1          | 0          | 0     | 0     | 0              | 0              | 1      | 0      |

Bijgewerkt op 28 september 2015.
1 Bachmann ·
2 Ngakia ·
3 Sierralta ·
5 Porteous ·
6 Pollock ·
7 Ince ·
8 Tsjakvetadze ·
10 Louza ·
11 Vata ·
12 Sema ·
13 Almeida ·
14 Dwomoh ·
15 Tikvić ·
16 Keben ·
17 Sissoko  ·
18 Jebbison ·
19 Bayo ·
20 Doumbia ·
21 Ogbonna ·
22 Morris ·
23 Bond ·
24 Dele-Bashiru ·
34 Baah ·
36 Ebosele ·
37 Larouci ·
39 Kayembe ·
45 Andrews ·
Coach: Cleverley